# Francisco Fernández Fernández
Francisco Fernández Fernández (Pinilla de la Valderia, 24 juli 1901 – aldaar, 7 september 2012) was een Spaanse supereeuweling. Hij was van 21 maart 2012 tot 7 september 2012 de oudste erkende levende man van Europa.
Fernández Fernández werd geboren in een plaatsje in de Spaanse provincie Castilla y Leon in 1901. In 1927 verhuisde hij naar Argentinië. In 1936 keerde hij terug naar Spanje. Door de Spaanse Burgeroorlog kon hij niet terugkeren naar Argentinië.
Na het overlijden van Jan Goossenaerts op 21 maart 2012 werd hij de oudste nog levende man in Europa. Hij overleed een half jaar later op 111-jarige leeftijd.